# Setigerarosor
Setigerarosor (Rosa Setigera-gruppen), en grupp ros-hybrider som alla har sitt ursprung i prärierosen (R. setigera). De är klätterrosor.

## Sorter
- 'Baltimore Belle'
- 'Doubloons'
- 'Erinnerung an Brod' (Geschwind 1886)
- 'Gem of the Prairies'
- 'Long John Silver'
- 'Queen of the Prairies'